# Canton de Fontenay-le-Comte
Le canton de Fontenay-le-Comte est une circonscription électorale française située dans le département de la Vendée et la région des Pays de la Loire.

## Histoire
Le canton de Fontenay-le-Comte est reconduit par l'article 6 du décret no 2014-169 du 17 février 2014 ; il se compose de communes situées dans les anciens cantons de Fontenay-le-Comte, de Maillezais, et de Saint-Hilaire-des-Loges.

## Représentation

### Conseillers d'arrondissement (de 1833 à 1940)
| Période                                  | Période      | Identité                             | Étiquette   | Qualité |
| ---------------------------------------- | ------------ | ------------------------------------ | ----------- | --- |
| 1833                                     | 1842         | Joseph Michel Chabot (1797-1872)     |             | Propriétaire, maire de Fontenay-le-Comte                                                                    |
| 1842                                     | 1848         | Victor Auguste Rivasseau (1798-1880) |             | Avocat, adjoint au maire de Fontenay-le-Comte                                                               |
|                                          |              |                                      |             | |
| av.1865                                  |              | M. Vallette                          |             | Maire de Fontenay-le-Comte                                                                                  |
|                                          |              |                                      |             | |
|                                          | 1899 (décès) | Jean Jacques Coulais (1824-1899)     |             | Propriétaire et expert, Le Langon                                                                           |
|                                          |              |                                      |             | |
| 1919                                     | 1925         | Comte Gabriel Espierre               | Républicain | Avocat à la Cour d'appel de Poitiers, propriétaire à Pissotte                                               |
| 1925                                     | 1931         | Albert Conte                         | Républicain | Minotier |
| 1931                                     | 1937         | Charles Godin                        | Rad.        | Négociant en vins, adjoint au maire de Fontenay-le-Comte                                                    |
| 1937                                     | 1940         | Louis Ferdinand Grangé (1885-1958)   | PSF         | Notaire à Fontenay-le-Comte                                                                                 |
| 1940                                     |              |                                      |             | Les conseils d'arrondissement ont été suspendus par la loi du 12 octobre 1940 et n'ont jamais été réactivés |
| Les données manquantes sont à compléter. |              |                                      |             | |

### Conseillers généraux (de 1833 à 2015)
| Période | Période      | Identité                             | Étiquette                | Qualité |
| ------- | ------------ | ------------------------------------ | ------------------------ | --- |
| 1833    | 1838 (décès) | Pierre Louis Antoine Laval aîné      | Droite royaliste         | Député (1815-1818, 1827-1831) Ancien maire de Fontenay (1808-1815)                                         |
| 1839    | 1848         | Fidèle Léandre Lemercier             |                          | Propriétaire, notaire, suppléant du juge de paix à Fontenay-le-Comte Maire de Chaix                        |
| 1848    | 1852         | Léonidas Baron                       | Gauche                   | Avocat, député (1844-1848)                                                                                 |
| 1852    | 1859 (décès) | Fidèle Léandre Lemercier             |                          | Propriétaire, notaire, suppléant du juge de paix à Fontenay-le-Comte                                       |
| 1859    | 1871         | Ernest Espierre (fils de G.Espierre) |                          | Propriétaire à Fontenay-le-Comte                                                                           |
| 1871    | 1880         | Amédée Vollant                       | Républicain              | Maire de Longèves (1870-1892)                                                                              |
| 1880    | 1886         | Ernest Espierre                      | Républicain              | Avoué - Propriétaire, maire de Fontenay-le-Comte (1879-1880)                                               |
| 1886    | 1910         | Gaston Guillemet                     | Rad.                     | Propriétaire, maire de Fontenay-le-Comte (1880-1889) Député (1890-1910) Directeur du Patriote de la Vendée |
| 1910    | 1919         | Xavier Gandrieau                     | Républicain Progressiste | Maire de Fontenay-le-Comte (1904-1912)                                                                     |
| 1919    | 1934         | Amand Chevallereau                   | Rad.ind.                 | Médecin à Charzais                                                                                         |
| 1934    | 1940         | Roger Guillemet                      | RG                       | Propriétaire Maire de Fontenay-le-Comte (1924-1945) Nommé conseiller départemental en 1943                 |
|         |              |                                      |                          | |
| 1945    | 1951         | Ernest Vignaud                       | Rad.                     | Pharmacien à Fontenay-le-Comte                                                                             |
| 1951    | 1964         | Marceau Bretaud (1889-1966)          | DVD                      | Éleveur de porcs Maire de Fontenay-le-Comte (1945-1965)                                                    |
| 1964    | 1982         | André Forens                         | UNR puis app. RPR        | Avocat Député (1973-1981) Maire de Fontenay-le-Comte (1965-1981 et 1989-1995) Conseiller régional          |
| 1982    | 1988         | Gérard Sorin                         | UDF-Rad.                 | Assureur à Fontenay-le-Comte                                                                               |
| 1988    | 2001         | Jean-Claude Remaud                   | App. PS                  | Cadre paramédical hospitalier Maire de Fontenay-le-Comte (1995-2008)                                       |
| 2001    | 2008         | Simon Gerzeau                        | DVD                      | Ancien Directeur du Crédit agricole de la Vienne Maire de Longèves (1989-2014)                             |
| 2008    | 2015         | Marie-Jo Chatevaire                  | DVD puis NC-UDI          | Maire de Fontaines (1995-2011) Conseillère régionale                                                       |

### Conseillers départementaux (depuis 2015)
| Période élective | Période élective | Mandat | Mandat   | Identité            | Nuance | Nuance | Qualité                                                                                |
| ---------------- | ---------------- | ------ | -------- | ------------------- | ------ | ------ | -------------------------------------------------------------------------------------- |
| 2 avril 2015     | 2021             | 2015   | 2021     | François Bon        |        | UDI    | Écrivain et traducteur, ancien conseiller général du Canton de Saint-Hilaire-des-Loges |
| 2 avril 2015     | 2021             | 2015   | 2021     | Marie-Jo Chatevaire |        | UDI    | Ancienne maire de Fontaines, Conseillère régionale, élue dans la Vendée (2010-2015)    |
| 2021             | 2028             | 2021   | en cours | Stéphane Guillon    |        | LR     | Agriculteur-éleveur en culture biologique, maire de Bouillé-Courdault depuis 2005      |
| 2021             | 2028             | 2021   | en cours | Leslie Gaillard     |        | DVD    | Cheffe d'entreprise, adjointe au maire de Fontenay-le-Comte, habitante de Longèves     |

À l'issue du 1er tour des élections départementales de 2015, deux binômes sont en ballotage : François Bon et Marie-Jo Chatevaire (Union de la Droite, 40,15 %) et Daniel David et Isabelle Willemot (PS, 29,89 %). Le taux de participation est de 54,46 % (17 257 votants sur 31 685 inscrits) contre 52,59 % au niveau départemental et 50,17 % au niveau national.
Au second tour, François Bon et Marie-Jo Chatevaire (Union de la Droite) sont élus avec 57,38 % des suffrages exprimés et un taux de participation de 53,48 % (8 833 voix pour 16 933 votants et 31 660 inscrits).

## Composition

### Composition avant 2015

Le canton dans le découpage de 1979.

L'ancien canton de Fontenay-le-Comte regroupait originellement 13 communes en 1801, puis 12 en 1967 et enfin 11 à partir de 1972 :
- Auzay ;
- Chaix ;
- Charzais (1801-1967 ; fusion avec Fontenay-le-Comte en 1967) ;
- Fontaines ;
- Fontenay-le-Comte (chef-lieu) ;
- Le Langon ;
- Longèves ;
- Montreuil ;
- L’Orbie ;
- Pissotte ;
- Le Poiré-sur-Velluire ;
- Saint-Médard-des-Prés (1801-1972 ; fusion avec Fontenay-le-Comte en 1972) ;
- Velluire.

### Composition depuis 2015

Le canton dans le découpage de 2015.

Lors du redécoupage de 2014, le canton comprenait trente-deux communes entières.
À la suite de la création des communes nouvelles de Doix lès Fontaines au 1er janvier 2016, d'Auchay-sur-Vendée au 1er janvier 2017, de Rives-d'Autise et des Velluire-sur-Vendée au 1er janvier 2019, le canton comprend désormais vingt-huit communes entières.
| Nom                                       | Code Insee | Intercommunalité           | Superficie (km2) | Population (dernière pop. légale) | Densité (hab./km2) | Modifier                                    |
| ----------------------------------------- | ---------- | -------------------------- | ---------------- | --------------------------------- | ------------------ | ------------------------------------------- |
| Fontenay-le-Comte (bureau centralisateur) | 85092      | CC Pays-de-Fontenay-Vendée | 34,05            | 13 806 (2022)                     | 405                | modifier les données · modifier les données |
| Auchay-sur-Vendée                         | 85009      | CC Pays-de-Fontenay-Vendée | 21,16            | 1 118 (2022)                      | 53                 | modifier les données · modifier les données |
| Benet                                     | 85020      | CC Vendée-Sèvre-Autise     | 50,01            | 4 059 (2022)                      | 81                 | modifier les données · modifier les données |
| Bouillé-Courdault                         | 85028      | CC Vendée-Sèvre-Autise     | 9,73             | 595 (2022)                        | 61                 | modifier les données · modifier les données |
| Damvix                                    | 85078      | CC Vendée-Sèvre-Autise     | 11,66            | 731 (2022)                        | 63                 | modifier les données · modifier les données |
| Doix lès Fontaines                        | 85080      | CC Pays-de-Fontenay-Vendée | 23,87            | 1 757 (2022)                      | 74                 | modifier les données · modifier les données |
| Faymoreau                                 | 85087      | CC Vendée-Sèvre-Autise     | 10,99            | 205 (2022)                        | 19                 | modifier les données · modifier les données |
| Foussais-Payré                            | 85094      | CC Pays-de-Fontenay-Vendée | 34,42            | 1 176 (2022)                      | 34                 | modifier les données · modifier les données |
| Le Langon                                 | 85121      | CC Pays-de-Fontenay-Vendée | 23,74            | 1 050 (2022)                      | 44                 | modifier les données · modifier les données |
| Liez                                      | 85123      | CC Vendée-Sèvre-Autise     | 8,38             | 296 (2022)                        | 35                 | modifier les données · modifier les données |
| Longèves                                  | 85126      | CC Pays-de-Fontenay-Vendée | 11,72            | 1 360 (2022)                      | 116                | modifier les données · modifier les données |
| Maillé                                    | 85132      | CC Vendée-Sèvre-Autise     | 17,66            | 757 (2022)                        | 43                 | modifier les données · modifier les données |
| Maillezais                                | 85133      | CC Vendée-Sèvre-Autise     | 20,33            | 895 (2022)                        | 44                 | modifier les données · modifier les données |
| Le Mazeau                                 | 85139      | CC Vendée-Sèvre-Autise     | 8,23             | 457 (2022)                        | 56                 | modifier les données · modifier les données |
| Mervent                                   | 85143      | CC Pays-de-Fontenay-Vendée | 22,23            | 1 073 (2022)                      | 48                 | modifier les données · modifier les données |
| Montreuil                                 | 85148      | CC Pays-de-Fontenay-Vendée | 12,03            | 820 (2022)                        | 68                 | modifier les données · modifier les données |
| L'Orbrie                                  | 85167      | CC Pays-de-Fontenay-Vendée | 9,63             | 801 (2022)                        | 83                 | modifier les données · modifier les données |
| Pissotte                                  | 85176      | CC Pays-de-Fontenay-Vendée | 11,96            | 1 144 (2022)                      | 96                 | modifier les données · modifier les données |
| Puy-de-Serre                              | 85184      | CC Vendée-Sèvre-Autise     | 13,81            | 318 (2022)                        | 23                 | modifier les données · modifier les données |
| Rives-d'Autise                            | 85162      | CC Vendée-Sèvre-Autise     | 31,91            | 2 054 (2022)                      | 64                 | modifier les données · modifier les données |
| Saint-Hilaire-des-Loges                   | 85227      | CC Vendée-Sèvre-Autise     | 35,20            | 1 904 (2022)                      | 54                 | modifier les données · modifier les données |
| Saint-Martin-de-Fraigneau                 | 85244      | CC Pays-de-Fontenay-Vendée | 13,56            | 802 (2022)                        | 59                 | modifier les données · modifier les données |
| Saint-Michel-le-Cloucq                    | 85256      | CC Pays-de-Fontenay-Vendée | 17,69            | 1 263 (2022)                      | 71                 | modifier les données · modifier les données |
| Saint-Pierre-le-Vieux                     | 85265      | CC Vendée-Sèvre-Autise     | 23,19            | 924 (2022)                        | 40                 | modifier les données · modifier les données |
| Saint-Sigismond                           | 85269      | CC Vendée-Sèvre-Autise     | 10,46            | 424 (2022)                        | 41                 | modifier les données · modifier les données |
| Les Velluire-sur-Vendée                   | 85177      | CC Pays-de-Fontenay-Vendée | 26,49            | 1 366 (2022)                      | 52                 | modifier les données · modifier les données |
| Vix                                       | 85303      | CC Vendée-Sèvre-Autise     | 28,53            | 1 829 (2022)                      | 64                 | modifier les données · modifier les données |
| Xanton-Chassenon                          | 85306      | CC Vendée-Sèvre-Autise     | 19,24            | 743 (2022)                        | 39                 | modifier les données · modifier les données |
| Canton de Fontenay-le-Comte               | 8505       |                            | 561,88           | 43 727 (2022)                     | 78                 | modifier les données                        |

### Intercommunalités
Le canton de Fontenay-le-Comte recouvre deux communautés de communes :
- Pays-de-Fontenay-Vendée (13 communes) ;
- la communauté de communes Vendée-Sèvre-Autise dans son intégralité (15 communes).

## Démographie

### Démographie avant 2015
| 1962   | 1968   | 1975   | 1982   | 1990   | 1999   | 2006   | 2011   | 2012   |
| ------ | ------ | ------ | ------ | ------ | ------ | ------ | ------ | ------ |
| 17 539 | 18 686 | 21 182 | 22 051 | 21 547 | 21 186 | 22 308 | 22 439 | 22 359 |

### Démographie depuis 2015
En 2022, le canton comptait 43 727 habitants, en évolution de +0,88 % par rapport à 2016 (Vendée : +5,33 %, France hors Mayotte : +2,11 %).
| 2013   | 2018   | 2022   |
| ------ | ------ | ------ |
| 43 392 | 43 141 | 43 727 |